# 末廣神社
末廣神社（すえひろじんじゃ）は、大分県玖珠町にある三島・大山祇信仰の神社。三島公園内に鎮座する。
三島公園は城構えのような構造で知られる。なお、同じ森藩の飛び地であった日出町の大山積神社も、同様の城塞構造となっている。

## 歴史
慶長6年（1601年）、森藩藩主来島康親が、来島氏の故地である伊予国大三島の大山祇神社を勧請して三島神社を創建したことに始まる。
森藩はその規模故に城を持つことが許されず、角埋山の山麓に政庁となる陣屋（森陣屋）を構え、藩の運営を行った。第八代藩主久留島通嘉の時代、森陣屋にあったこの三島神社の改築を口実として大規模な改修を行い、1837年に森陣屋を含む境内をまるで城構えの様に作り上げた。これが現在の三島公園に繋がる。
1872年、妙見宮（天御中主神）を合祀。1873年、郷社に列するとともに社名を末広神社（末廣神社）に改める。1936年県社に昇格。
1996年、本殿（1828年完成）及び覆屋附棟礼二枚が県指定文化財に指定された。

## 祭神
- 大山積神
- (合祀)天御中主神

境内社
- 五社殿（厳島社、大国社、八雲社、秋葉社、稲荷社
- 松尾社
- 不動尊